# Reina (motorfiets)
Reina is een historisch merk van motorfietsen.
Spaans merk dat gevestigd was in Barcelona en in 1951 bromfietsen maakte met in licentie geproduceerde 74 cc Sachs-blokken. Later maakte men ook nog 125 cc-modellen met Villiers-motoren. 